# Liga católica antimasónica
La Liga católica antimasónica (Ligue catholique anti-maçonnique) fue una asociación antimasónica de Francia fundada en el Siglo XIX.

## Descripción
La liga tenía 3 grados:
1. Légionnaire de Constantin (Legionario de Constantin)
2. Soldat de Saint-Michel (Soldado de San-Miguel)
3. Chevalier du Sacré-Coeur (Caballero del sagrado corazón)

Las mujeres tenían su propia liga, las "Hermanas de Juana de Arco", (Soeurs de Jeanne d'Arc).
El primer secretario-general fue Léo Taxil bajo su seudónimo de Paul de Régis.